# Alcest
Alcest là một ban nhạc blackgaze và post-metal người Pháp đến từ Bagnols-sur-Cèze, do nhạc công Neige (Stéphane Paut) sáng lập kiêm dẫn dắt. Vốn khởi điểm là một dự án solo black metal của Neige vào năm 2000, nhưng sau khi phát hành đĩa demo đầu tiên vào năm 2001, hai thành viên Aegnor và Argoth đã rời nhóm, để lại một mình Neige trong ban. Năm 2009 tay trống Winterhalter từ Les Discrets (và cựu thành viên của Peste Noire) gia nhập đội hình của Alcest sau 8 năm Neige làm thành viên duy nhất trong ban nhạc. Kể từ khi được thành lập, Alcest đã cho phát hành 6 album phòng thu cùng một số EP và các sản phẩm riêng lẻ. Album thứ tư của nhóm có tựa Shelter (2014) đánh dấu một bước chuyển mình mạnh mẽ sang một chất âm thanh shoegaze khác lạ, nhưng đến album kế tiếp Kodama thì ban nhạc lại quay về với chất âm thanh blackgaze nguyên thủy của họ. Ban nhạc đã được nhiều người ghi công là những người tiên phong cho thể loại blackgaze/post-black metal, cụ thể là qua đĩa EP Le Secret mà họ phát hành vào năm 2005.

## Đĩa nhạc

### Album phòng thu
| Năm  | Tựa album                  | Vị trí xếp hạng cao nhất | Vị trí xếp hạng cao nhất | Vị trí xếp hạng cao nhất | Vị trí xếp hạng cao nhất | Vị trí xếp hạng cao nhất |
| Năm  | Tựa album                  | Bỉ                       | Phần Lan                 | Đức                      | Thụy Sĩ                  | US Heat                  |
| ---- | -------------------------- | ------------------------ | ------------------------ | ------------------------ | ------------------------ | ------------------------ |
| 2007 | Souvenirs d'un autre monde | —                        | —                        | —                        | —                        | —                        |
| 2010 | Écailles de Lune           | —                        | —                        | —                        | —                        | —                        |
| 2012 | Les Voyages de l'Âme       | —                        | —                        | —                        | —                        | —                        |
| 2014 | Shelter                    | —                        | 17                       | 28                       | —                        | —                        |
| 2016 | Kodama                     | 109                      | —                        | 15                       | 62                       | 8                        |
| 2019 | Spiritual Instinct         | 92                       | 34                       | 12                       | 30                       | 6                        |
| 2024 | Les Chants de l'Aurore     |                          |                          |                          |                          |                          |

### EPs
- Le Secret (2005, re-recorded version in 2011)
- BBC Live Session (2012)
- Protection EP (2019)

### Album lẻ
- Aux Funérailles du Monde.../Tristesse Hivernale với Angmar (2007)
- Alcest / Les Discrets với Les Discrets (2009)

### Đĩa đơn
- Autre Temps (2011)
- Opale (2013)
- Protection (2019)
- Sapphire (2019)

### Demo
- Tristesse Hivernale (2001)

### Video âm nhạc
- "Autre Temps" (2011)
- "Les Voyages de l'Âme" (2012)
- "Opale" (2013)
- "Protection" (2019)
- "Sapphire" (2019)